# Exserohilum
Exserohilum is een geslacht van schimmels behorend tot de familie Pleosporaceae. De typesoort is Exserohilum turcicum.

## Soorten
Volgens Index Fungorum bevat het geslacht 37 soorten (peildatum december 2021):
| Soortnaam                    | Auteur(s)                                                   | Publicatiejaar |
| ---------------------------- | ----------------------------------------------------------- | -------------- |
| Exserohilum antillanum       | R.F. Castañeda, Guarro & Cano                               | 1995           |
| Exserohilum corniculatum     | Madrid, Hern.-Restr., Y.P. Tan & Crous                      | 2018           |
| Exserohilum curvatum         | Sivan. & Muthaiyan                                          | 1984           |
| Exserohilum curvisporum      | Sivan., Abdullah & B.A. Abbas                               | 1993           |
| Exserohilum echinochloae     | Sivan.                                                      | 1984           |
| Exserohilum elongatum        | Del Serrone, Porta-Puglia & Sivan.                          | 1991           |
| Exserohilum elongatum        | Hern.-Restr. & Crous                                        | 2018           |
| Exserohilum frumentacei      | (Mitra) K.J. Leonard & Suggs                                | 1974           |
| Exserohilum fusiforme        | Alcorn                                                      | 1991           |
| Exserohilum gedarefense      | (El Shafie) Alcorn                                          | 1983           |
| Exserohilum glycinea         | (L.S. Srivast., V. Dhar, Shambi & D.N. Chaudhary) P.M. Kirk | 2015           |
| Exserohilum heteromorphum    | G.Y. Sun                                                    | 2005           |
| Exserohilum heteropogonicola | Sivan.                                                      | 1984           |
| Exserohilum holmii           | (Luttr.) K.J. Leonard & Suggs                               | 1974           |
| Exserohilum inaequale        | Sivan.                                                      | 1984           |
| Exserohilum israeli          | Steiman, Guiraud, Seigle-Mur. & Sage                        | 2000           |
| Exserohilum khartoumense     | (El Shafie & J. Webster) P.M. Kirk                          | 2015           |
| Exserohilum lagenarioides    | Pachkhede                                                   | 1989           |
| Exserohilum longirostratum   | (Subram.) Sivan.                                            | 1984           |
| Exserohilum longisporum      | G.Y. Sun                                                    | 1997           |
| Exserohilum mcginnisii       | A.A. Padhye & Ajello                                        | 1986           |
| Exserohilum minor            | Alcorn                                                      | 1986           |
| Exserohilum monoceras        | (Drechsler) K.J. Leonard & Suggs                            | 1974           |
| Exserohilum neoregeliae      | Sakoda & Tsukib.                                            | 2011           |
| Exserohilum oryzae           | Sivan.                                                      | 1987           |
| Exserohilum oryzicola        | Sivan.                                                      | 1984           |
| Exserohilum oryzinum         | Sivan.                                                      | 1984           |
| Exserohilum parlierense      | W.Q. Chen & Michailides                                     | 2002           |
| Exserohilum paspali          | J.J. Muchovej & Nesio                                       | 1987           |
| Exserohilum pedicellatum     | (A.W. Henry) K.J. Leonard & Suggs                           | 1974           |
| Exserohilum phragmitis       | W.P. Wu                                                     | 1990           |
| Exserohilum prolatum         | K.J. Leonard & Suggs                                        | 1974           |
| Exserohilum protrudens       | Alcorn                                                      | 1988           |
| Exserohilum psidii           | Sivan.                                                      | 1992           |
| Exserohilum rostratum        | (Drechsler) K.J. Leonard & Suggs                            | 1974           |
| Exserohilum sodomii          | Guiraud, Steiman, Seigle-Mur. & Sage                        | 1997           |
| Exserohilum turcicum         | (Pass.) K.J. Leonard & Suggs                                | 1974           |